# Sportgemeinschaft 09 Wattenscheid 1986-1987
Questa voce raccoglie le informazioni riguardanti la Sportgemeinschaft 09 Wattenscheid nelle competizioni ufficiali della stagione 1986-1987.

## Stagione
Nella stagione 1986-1987 il Wattenscheid, allenato da Hans-Werner Moors, concluse il campionato di 2. Bundesliga al 11º posto. In Coppa di Germania il Wattenscheid fu eliminato agli ottavi di finale dall'Eintracht Francoforte.

## Rosa
| N. |                     | Ruolo | Calciatore         |
| -- | ------------------- | ----- | ------------------ |
|    | Germania (bandiera) | P     | Ralf Eilenberger   |
|    | Germania (bandiera) | P     | Jupp Koitka        |
|    | Germania (bandiera) | D     | Jörg Bach          |
|    | Germania (bandiera) | D     | Norbert Fruck      |
|    | Germania (bandiera) | D     | Ulrich Gentze      |
|    | Germania (bandiera) | D     | Frank Kontny       |
|    | Germania (bandiera) | D     | Thomas Langbein    |
|    | Germania (bandiera) | D     | Ralf Lewe          |
|    | Germania (bandiera) | D     | Thomas Siewert     |
|    | Germania (bandiera) | D     | Werner Steeger     |
|    | Turchia (bandiera)  | D     | Meric Yavuz        |
|    | Germania (bandiera) | C     | Michael Drews      |
|    | Germania (bandiera) | C     | Markus Falkenstein |

| N. |                        | Ruolo | Calciatore       |
| -- | ---------------------- | ----- | ---------------- |
|    | Paesi Bassi (bandiera) | C     | Alco Joosten     |
|    | Germania (bandiera)    | C     | Dirk Kontny      |
|    | Germania (bandiera)    | C     | Harald Kügler    |
|    | Germania (bandiera)    | C     | Guido Naumann    |
|    | Germania (bandiera)    | C     | Burkhard Steiner |
|    | Germania (bandiera)    | C     | Jochen Terhaar   |
|    | Germania (bandiera)    | A     | Gerhard Drews    |
|    | Germania (bandiera)    | A     | Rainer Frömberg  |
|    | Germania (bandiera)    | A     | Michael Gercke   |
|    | Serbia (bandiera)      | A     | Srdjan Jankovic  |
|    | Germania (bandiera)    | A     | Peter Kunkel     |
|    | Germania (bandiera)    | A     | Thomas Schneider |
|    | Germania (bandiera)    | A     | Uwe Tschiskale   |

## Organigramma societario
Area tecnica
- Allenatore: Hans-Werner Moors
- Allenatore in seconda:
- Preparatore dei portieri:
- Preparatori atletici:

## Calciomercato

### Sessione estiva
| Acquisti | Acquisti       | Acquisti              | Acquisti |
| R.       | Nome           | da                    | Modalità |
| -------- | -------------- | --------------------- | -------- |
| D        | Norbert Fruck  | Eintracht Francoforte |          |
| A        | Michael Gercke | Alemannia Aquisgrana  |          |
| C        | Guido Naumann  | Schalke 04            |          |
| C        | Jochen Terhaar | Preußen Münster       |          |

| Cessioni | Cessioni          | Cessioni             | Cessioni |
| R.       | Nome              | a                    | Modalità |
| -------- | ----------------- | -------------------- | -------- |
| A        | Sergio Allievi    | Kaiserslautern       |          |
| C        | Martin Tilner     | Monaco 1860          |          |
| A        | Hermann Wulfmeier | BV 08 Lüttringhausen |          |

### Sessione invernale
| Acquisti | Acquisti | Acquisti | Acquisti |
| R.       | Nome     | da       | Modalità |
| -------- | -------- | -------- | -------- |

| Cessioni | Cessioni | Cessioni | Cessioni |
| R.       | Nome     | a        | Modalità |
| -------- | -------- | -------- | -------- |

## Risultati

### 2. Bundesliga

#### Girone di andata
| Arbitro: | Theobald |

|            |           |              |
| Kunkel 36’ | Marcatori | 24’ Notthoff |

| Arbitro: | Ahlenfelder |

|                           |           |                                 |
| Ozaki 9’ Westerwinter 56’ | Marcatori | 54’, 67’ Kügler 62’ Falkenstein |

| Arbitro: | Kröger |

|                                |           |  |
| Falkenstein 55’ Tschiskale 69’ | Marcatori |  |

| Arbitro: | Boos |

|            |           |            |
| Künast 45’ | Marcatori | 50’ Kügler |

| Arbitro: | Reinstädtler |

|                        |           |              |
| Fruck 19’ Frömberg 71’ | Marcatori | 53’ Heitkamp |

| Arbitro: | Eli |

|           |           |            |
| Hotić 26’ | Marcatori | 64’ Kügler |

| Arbitro: | Steinborn |

|  |           |                            |
|  | Marcatori | 79’ Heidenreich 90’ Giesel |

| Arbitro: | Bodmer |

|               |           |            |
| Pilipović 32’ | Marcatori | 56’ Kügler |

| Arbitro: | Strigel |

|                     |           |                    |
| Tschiskale 10’, 44’ | Marcatori | 54’, 90’ Schneider |

| Arbitro: | Birlenbach |

|                                   |           |                                |
| Weyland 51’ (rig.) Ali-Doosti 60’ | Marcatori | 53’ Tschiskale 56’ Falkenstein |

| Arbitro: | Retzmann |

|                                                       |           |  |
| Falkenstein 9’ Kügler 21’, 68’ Terhaar 51’ Kontny 89’ | Marcatori |  |

| Arbitro: | Kasper |

|                                            |           |           |
| Schindler 44’ Vollmer 75’, 90’ Kmiecik 85’ | Marcatori | 81’ Fruck |

| Arbitro: | Gangkofer |

|                     |           |                                             |
| Tschiskale 23’, 67’ | Marcatori | 36’ (rig.), 83’ (rig.) Gothe 74’ Krstičević |

| Arbitro: | Rubel |

|                           |           |              |
| Todzi 50’, 66’ Kohnle 55’ | Marcatori | 38’ Frömberg |

| Arbitro: | Neumann |

|           |           |          |
| Fruck 27’ | Marcatori | 30’ Kuhn |

| Arbitro: | Bruch |

|            |           |                |
| Aussem 55’ | Marcatori | 40’ Tschiskale |

| Arbitro: | Berg |

|  |           |            |
|  | Marcatori | 26’ Gerber |

| Arbitro: | Merk |

|           |           |  |
| Kontny 9’ | Marcatori |  |

| Arbitro: | Schmidhuber |

|                                       |           |            |
| Sané 31’, 33’, 58’ Schaub 61’ Löw 81’ | Marcatori | 49’ Kügler |

#### Girone di ritorno
| Arbitro: | Kriegelstein |

|  |           |                |
|  | Marcatori | 49’ Tschiskale |

| Arbitro: | Theobald |

|           |           |                 |
| Fruck 17’ | Marcatori | 6’ Westerwinter |

| Arbitro: | Neuner |

|          |           |                        |
| Friz 67’ | Marcatori | 59’ Jankovic 90’ Fruck |

| Arbitro: | Steinborn |

|                                       |           |  |
| Kügler 17’ Tschiskale 68’ Steiner 81’ | Marcatori |  |

| Arbitro: | Rubel |

|                              |           |                |
| Heitkamp 2’, 49’ (rig.), 64’ | Marcatori | 21’ Tschiskale |

| Arbitro: | Birlenbach |

|              |           |           |
| Jankovic 54’ | Marcatori | 45’ Hotić |

| Arbitro: | Schäfer |

|                       |           |                                     |
| Kuhlmey 39’ Reich 44’ | Marcatori | 12’, 55’ Tschiskale 51’, 68’ Kügler |

| Arbitro: | Eli |

|  |           |                                         |
|  | Marcatori | 66’ (aut.) Siewert 72’ Glesius 90’ Kahn |

| Arbitro: | Berg |

|                                                             |           |              |
| Rohrbacher 25’ Schneider 28’ Hönnscheidt 46’ Kruszyński 83’ | Marcatori | 63’ Frömberg |

| Arbitro: | Steffens |

|                                       |           |                         |
| Kügler 48’ Siewert 81’ Tschiskale 89’ | Marcatori | 11’ Kaul 74’ Rolshausen |

| Arbitro: | Amerell |

|          |           |            |
| Linz 62’ | Marcatori | 65’ Kontny |

| Arbitro: | Neumann |

|                                      |           |                                 |
| Jankovic 5’ Frömberg 11’, 86’ (rig.) | Marcatori | 21’ Forster 51’, 78’ Kurtenbach |

| Arbitro: | Correll |

|                                   |           |  |
| Andersen 8’ Gothe 18’ (rig.), 32’ | Marcatori |  |

| Bochum 16 maggio 1987, ore 15:00 CEST 33ª giornata | Wattenscheid 09 | 0 – 0 referto | Ulma | Lohrheidestadion (600 spett.)\| Arbitro: \| Reinstädtler \| |
| Arbitro:                                           | Reinstädtler    |               |      |                                                             |

| Arbitro: | Bauer |

|                              |           |                                             |
| Rombach 75’ Freudenstein 89’ | Marcatori | 49’ Frömberg 51’ Falkenstein 75’ Tschiskale |

| Arbitro: | Fux |

|              |           |                                |
| Frömberg 11’ | Marcatori | 67’ Helmes 84’ Schatzschneider |

| Arbitro: | Strigel |

|            |           |            |
| Wenzel 13’ | Marcatori | 26’ Kügler |

| Arbitro: | Brückner |

|                                  |           |             |
| Buchheister 38’, 78’ Scheike 62’ | Marcatori | 77’ Naumann |

| Arbitro: | Weber |

|                                                         |           |                            |
| Tschiskale 22’, 31’ Frömberg 26’ (rig.) Falkenstein 49’ | Marcatori | 6’ Schaub 85’ Sané 88’ Löw |

### Coppa di Germania
| Arbitro: | Brückner |

|  |           |                             |
|  | Marcatori | 93’, 96’ Drews 99’ Frömberg |

| Arbitro: | Dardenne |

|           |           |            |
| Meuer 49’ | Marcatori | 68’ Kunkel |

| Arbitro: | Aust |

|                             |           |                 |
| Siewert 72’ Falkenstein 87’ | Marcatori | 90’ Puszamszies |

| Arbitro: | Kautschor |

|             |           |                              |
| Terhaar 57’ | Marcatori | 41’ Mitchell 63’, 65’ Möller |

## Statistiche

### Statistiche di squadra
| Competizione      | Punti | In casa | In casa | In casa | In casa | In casa | In casa | In trasferta | In trasferta | In trasferta | In trasferta | In trasferta | In trasferta | Totale | Totale | Totale | Totale | Totale | Totale | DR |
| Competizione      | Punti | G       | V       | N       | P       | Gf      | Gs      | G            | V            | N            | P            | Gf           | Gs           | G      | V      | N      | P      | Gf     | Gs     | DR |
| ----------------- | ----- | ------- | ------- | ------- | ------- | ------- | ------- | ------------ | ------------ | ------------ | ------------ | ------------ | ------------ | ------ | ------ | ------ | ------ | ------ | ------ | -- |
| 2. Bundesliga     | 38    | 19      | 7       | 7       | 5       | 32      | 26      | 19           | 5            | 7            | 7            | 27           | 40           | 38     | 12     | 14     | 12     | 59     | 66     | -7 |
| Coppa di Germania | -     | 2       | 1       | 0       | 1       | 3       | 4       | 2            | 1            | 1            | 0            | 4            | 1            | 4      | 2      | 1      | 1      | 7      | 5      | +2 |
| Totale            | 38    | 21      | 8       | 7       | 6       | 35      | 30      | 21           | 6            | 8            | 7            | 31           | 41           | 42     | 14     | 15     | 13     | 66     | 71     | -5 |

### Andamento in campionato
| Giornata  | 1 | 2 | 3 | 4 | 5 | 6 | 7 | 8 | 9 | 10 | 11 | 12 | 13 | 14 | 15 | 16 | 17 | 18 | 19 | 20 | 21 | 22 | 23 | 24 | 25 | 26 | 27 | 28 | 29 | 30 | 31 | 32 | 33 | 34 | 35 | 36 | 37 | 38 |
| --------- | - | - | - | - | - | - | - | - | - | -- | -- | -- | -- | -- | -- | -- | -- | -- | -- | -- | -- | -- | -- | -- | -- | -- | -- | -- | -- | -- | -- | -- | -- | -- | -- | -- | -- | -- |
| Luogo     | C | T | C | T | C | T | C | T | C | T  | C  | T  | C  | T  | C  | T  | C  | C  | T  | T  | C  | T  | C  | T  | C  | T  | C  | T  | C  | T  | C  | T  | C  | T  | C  | T  | T  | C  |
| Risultato | N | V | V | N | V | N | P | N | N | N  | V  | P  | P  | P  | N  | N  | P  | V  | P  | V  | N  | V  | V  | P  | N  | V  | P  | P  | V  | N  | N  | P  | N  | V  | P  | N  | P  | V  |
| Posizione | 8 | 5 | 3 | 3 | 2 | 2 | 5 | 4 | 6 | 6  | 5  | 6  | 9  | 12 | 11 | 12 | 12 | 9  | 12 | 10 | 11 | 10 | 7  | 10 | 10 | 9  | 9  | 12 | 12 | 12 | 12 | 12 | 10 | 10 | 10 | 10 | 11 | 11 |

Legenda:

Luogo: C = Casa; T = Trasferta. Risultato: V = Vittoria; N = Pareggio; P = Sconfitta.

### Statistiche dei giocatori
| Giocatore      | 2. Bundesliga | 2. Bundesliga | 2. Bundesliga | 2. Bundesliga | Coppa di Germania | Coppa di Germania | Coppa di Germania | Coppa di Germania | Totale   | Totale | Totale      | Totale     |
| Giocatore      | Presenze      | Reti          | Ammonizioni   | Espulsioni    | Presenze          | Reti              | Ammonizioni       | Espulsioni        | Presenze | Reti   | Ammonizioni | Espulsioni |
| -------------- | ------------- | ------------- | ------------- | ------------- | ----------------- | ----------------- | ----------------- | ----------------- | -------- | ------ | ----------- | ---------- |
| J. Bach        | 0             | 0             | 0             | 0             | 0                 | 0                 | 0                 | 0                 | 0        | 0      | 0           | 0          |
| G. Drews       | 14            | 0             | 1             | 0             | 1                 | 2                 | 0                 | 0                 | 15       | 2      | 1           | 0          |
| M. Drews       | 0             | 0             | 0             | 0             | 0                 | 0                 | 0                 | 0                 | 0        | 0      | 0           | 0          |
| R. Eilenberger | 6             | 0             | 0             | 0             | 0                 | 0                 | 0                 | 0                 | 6        | 0      | 0           | 0          |
| M. Falkenstein | 34            | 6             | 5             | 0             | 4                 | 1                 | 1                 | 0                 | 38       | 7      | 6           | 0          |
| N. Fruck       | 21            | 5             | 2             | 0             | 4                 | 0                 | 0                 | 1                 | 25       | 5      | 2           | 1          |
| R. Frömberg    | 36            | 8             | 5             | 0             | 4                 | 1                 | 1                 | 0                 | 40       | 9      | 6           | 0          |
| U. Gentze      | 1             | 0             | 0             | 0             | 0                 | 0                 | 0                 | 0                 | 1        | 0      | 0           | 0          |
| M. Gercke      | 6             | 0             | 0             | 0             | 2                 | 0                 | 0                 | 0                 | 8        | 0      | 0           | 0          |
| S. Jankovic    | 20            | 3             | 0             | 0             | 1                 | 0                 | 0                 | 0                 | 21       | 3      | 0           | 0          |
| A. Joosten     | 14            | 0             | 2             | 0             | 2                 | 0                 | 2                 | 0                 | 16       | 0      | 4           | 0          |
| J. Koitka      | 32            | 0             | 2             | 0             | 4                 | 0                 | 0                 | 0                 | 36       | 0      | 2           | 0          |
| D. Kontny      | 30            | 3             | 3             | 0             | 4                 | 0                 | 2                 | 0                 | 34       | 3      | 5           | 0          |
| F. Kontny      | 0             | 0             | 0             | 0             | 0                 | 0                 | 0                 | 0                 | 0        | 0      | 0           | 0          |
| P. Kunkel      | 29            | 1             | 1             | 0             | 4                 | 1                 | 0                 | 0                 | 33       | 2      | 1           | 0          |
| H. Kügler      | 35            | 13            | 3             | 0             | 3                 | 0                 | 0                 | 0                 | 38       | 13     | 3           | 0          |
| T. Langbein    | 25            | 0             | 8             | 0             | 4                 | 0                 | 0                 | 0                 | 29       | 0      | 8           | 0          |
| R. Lewe        | 5             | 0             | 0             | 0             | 1                 | 0                 | 0                 | 0                 | 6        | 0      | 0           | 0          |
| G. Naumann     | 2             | 1             | 1             | 0             | 0                 | 0                 | 0                 | 0                 | 2        | 1      | 1           | 0          |
| T. Schneider   | 14            | 0             | 1             | 0             | 1                 | 0                 | 0                 | 0                 | 15       | 0      | 1           | 0          |
| T. Siewert     | 34            | 1             | 2             | 1             | 3                 | 1                 | 1                 | 0                 | 37       | 2      | 3           | 1          |
| W. Steeger     | 34            | 0             | 8             | 0             | 3                 | 0                 | 1                 | 0                 | 37       | 0      | 9           | 0          |
| B. Steiner     | 32            | 1             | 6             | 0             | 1                 | 0                 | 2                 | 0                 | 33       | 1      | 8           | 0          |
| J. Terhaar     | 32            | 1             | 8             | 1             | 3                 | 1                 | 1                 | 0                 | 35       | 2      | 9           | 1          |
| U. Tschiskale  | 36            | 16            | 2             | 0             | 3                 | 0                 | 0                 | 0                 | 39       | 16     | 2           | 0          |
| M. Yavuz       | 0             | 0             | 0             | 0             | 0                 | 0                 | 0                 | 0                 | 0        | 0      | 0           | 0          |